# Milichus incisiceps
Milichus incisiceps là một loài bọ cánh cứng trong họ Bọ hung (Scarabaeidae).